# Euippe fictaria
Euippe fictaria är en fjärilsart som beskrevs av Louis Beethoven Prout 1926. Euippe fictaria ingår i släktet Euippe och familjen mätare. Inga underarter finns listade i Catalogue of Life.